# Weiß-Rot-Weiß Kleve
Weiß-Rot-Weiß Kleve ist ein deutscher Tischtennisverein in Kleve. Seine Damenmannschaft gehörte in den 1970er und 1980er Jahren zu den besten deutschen Teams und spielt heute in der Regionalliga. Heute (2024) sind im Verein 2 Damen-, 4 Herren- sowie 3 Mannschaften im Jugend- und Schülerbereich aktiv.

## Geschichte
Der Verein wurde am 17. Oktober 1931 gegründet und ist somit einer der ältesten Tischtennisvereine Westdeutschlands. Gründungsvorsitzender war Helmut Rütter. Rütter baute auch nach dem Zweiten Weltkrieg den Verein neu auf.
Am erfolgreichsten waren die Damen, die 1961 in die Oberliga, der damals höchsten Spielklasse, aufstiegen. 1972 gehörten sie zu den Gründungsvereinen der Bundesliga. 1976 und 1979 gewannen sie den ETTU Cup, 1980 wurden sie deutscher Mannschaftsmeister. 1987 zog der Verein die Mannschaft aus der 1. Bundesliga in die 2. BL zurück. In der Saison 1991/92 errang Kleve die Meisterschaft in der 2. BL, verzichtete aber auf den Aufstieg. 1997 ging der Verein freiwillig in die Regionalliga, in der das Team mit Brenda Vonk, Jana Timina, Maria Beltermann und Alexandra Swinnen 2000/2001 Erster wurde und in die 2. BL aufstieg.
In der Saison 2007/2008 gelang den Damen die Meisterschaft in der Regionalliga und somit die Rückkehr in die 2. Bundesliga.
Das Herrenteam erreichte 1981 die Oberliga und 1993 die 2. Bundesliga, aus der es  ein Jahr später wieder zurückgezogen wurde.
Die Leitung des Vereins hatten Helmut Rütter (1931–1958), Josef „Seppl“ Kück (1958–1992) (der 1968 noch Vorsitzender des Westdeutschen Tischtennisverbandes WTTV wurde) und Dieter Stumpe (1992–2007) inne, von 2007 bis 2016 stand Sabine Bötcher (* 1958; † 2020) dem Club als erste Vorsitzende vor.

## Erfolge der Damenmannschaft
- 1972/73: Zweiter der deutschen Pokalmeisterschaft
- 1975/76: deutsche Vizemeisterschaft
- 1975/76: Sieger im ETTU-Nancy-Evans-Cup: Wiebke Hendriksen, Monika Kneip, Mieke Jenisch
- 1976/77: deutsche Vizemeisterschaft
- 1977/78: deutsche Vizemeisterschaft
- 1978/79: Sieger im ETTU-Nancy-Evans-Cup: Wiebke Hendriksen, Monika Kneip, Roswitha Schmitz
- 1979/80: deutsche Meisterschaft: Wiebke Hendriksen, Monika Kneip-Stumpe, Roswitha Schmitz (heute: Beyerinck), Jutta Trapp, Sabine Bötcher, Hannelore Hubers
- 1982/83: Zweiter der deutschen Pokalmeisterschaft

## Referenzen
- Winfried Stöckmann: Ein ganz besonderer Club, Zeitschrift DTS, 1981/24, S. 11–12
- 75 Jahre Deutscher Tischtennis-Bund – Ein Spiel fürs Leben, ISBN 3-00-005890-7, S. 132, 148–152

1. ↑  Helmut Rütter (* 4. März 1906; † 8. Mai 1996) Ehrenvorsitzender;  Zeitschrift DTS, 1996/6 regional West S. 12
2. ↑  Zeitschrift DTS, 1987/6 S. 13 + 1988/8 S. 32
3. ↑  Zeitschrift DTS, 1992/6 S. 14
4. ↑  Zeitschrift DTS, 2001/4 regional West S. 6
5. ↑  Zeitschrift DTS, 1994/5 S. 12